# Biatora vernalis
Biatora vernalis (L.) Fr, es una especie de liquen crustáceo de la familia Ramalinaceae que vive principalmente en la superficie de la corteza de árboles (corticícola), sobre madera muerta (ligniculoso) o sobre musgos (briofítico). Esta especie presenta un color gris, verde a verde oliva en su superficie, amarillo terroso a hialino en el epitecio y blanco a amarillo terroso en el hipotecio. Por lo general Biatora vernalis no presenta soredios en su superficie; la reproducción sexual tiene lugar solo por parte del micobionte mediante ascosporas oblongas no uni a triseptadas de entre 10 y 25 micras de diámetro generadas en conidios. En esta especie aparecen como metabolitos secundarios de la simbiosis las consideradas como sustancias liquénicas atranorina y ácido girofórico.

## Sinonimia
- Biatora helvola subsp. minor (Nyl.) Räsänen
- Biatora prasinolepis Watson
- Biatorina vernalis (L.) Kernst.
- Bilimbia vernalis (L.) Trevis.
- Lecidea luteola var. vernalis (L.) Overeem
- Lecidea prasinolepis (Nyl.) Th. Fr.
- Lecidea subvernalis Stirt.
- Lecidea vernalis (L.) Ach.
- Lecidea vernalis f. minor Nyl.
- Lecidea vernalis subsp. minor (Nyl.) Nyl. ex Norrl.
- Lichen vernalis L.
- Parmelia vernalis (L.) Chevall.
- Patellaria vernalis (L.) Spreng.
- Pyrrhospora vernalis (L.) M. Choisy
- Secoliga vernalis (L.) Norman
- Verrucaria vernalis (L.) Baumg.